# HD 74576
HD 74576 is een oranje dwerg met een spectraalklasse van K3.V. De ster bevindt zich 36,50 lichtjaar van de zon.